# Geocharis (Zingiberaceae)
Geocharis là một chi thực vật có hoa trong họ Zingiberaceae. Nó là bản địa Đông Nam Á hải đảo (Malaysia, Indonesia, Philippines).

## Mô tả
Cây thân thảo, bò leo với các thân rễ khá mảnh nổi lên trên mặt đất thành các thân lá và các cụm hoa ở các khoảng cách. Lá hình elip đến hình mác, cuống lá ngắn. Cụm hoa mọc thành chùm trên các cuống cụm hoa cao hoặc ngắn, được che phủ bằng bẹ lá dài màu xanh lục, các cành hoa mọc thẳng, nhiều hoa. Hoa màu cam hoặc đỏ trên các cuống hoa rất ngắn. Lá bắc dạng mo rất nhỏ. Đài hoa hình ống chẻ ba, các thùy hình đuôi có lông rung. Cánh hoa dài hơi giống nhau. Môi chẻ đôi sâu thành hai thùy thẳng hẹp, gốc hợp sinh với tràng hoa. Chỉ nhị rộng hơn bao phấn, cuốn trong tạo thành ống với môi, với hai nhị lép hình giùi ngắn ở góc trên. Bao phấn rộng, thuôn dài với toàn bộ phần phụ của bầu nhụy. Vòi nhụy mập. Đầu nhụy hình nêm ngược, uốn cong gần như hai thùy. Vòi nhụy lép có các thùy hình vòng khuyên.

## Các loài
Danh sách loài lấy theo Plants of the World Online.
- Geocharis aurantiaca Ridl., 1908 - Malaysia bán đảo (Johor).
- Geocharis fusiformis (Ridl.) R.M.Sm., 1986 - Philippines, bắc Borneo (Sabah).
- Geocharis macrostemon (K.Schum.) Holttum, 1950 - Sumatra.
- Geocharis radicalis (Valeton) B.L.Burtt & R.M.Sm., 1972 - Tây Sumatra.
- Geocharis rubra Ridl., 1908 - Borneo (Sarawak).
- Geocharis secundiflora (Ridl.) Holttum, 1950 - Malaysia bán đảo.